# Chilatherina axelrodi
Chilatherina axelrodi är en fiskart som beskrevs av Allen, 1979. Chilatherina axelrodi ingår i släktet Chilatherina och familjen Melanotaeniidae. IUCN kategoriserar arten globalt som livskraftig. Inga underarter finns listade i Catalogue of Life.